# Кубок мира по регби среди женщин
Чемпионат мира по регби среди женщин, также Кубок мира по регби среди женщин — главное регбийное женское соревнование, проходящее под эгидой World Rugby, организации, управляющей этим видом спорта. В нём принимают участие женские национальные сборные по регби. Первый турнир был проведён в 1991 году в Уэльсе, с тех пор соревнование проводится раз в четыре года. Примечательно, что первые два раза турнир разыгрывался без поддержки и участия Международного совета регби (IRB) — состязания 1991 и 1994 годов были официально признаны только в 2009 году. Между седьмым (2014) и восьмым (2017) чемпионатами прошло всего три года. Сдвиг в календаре был сделан намеренно после включения регби-7 в программу летних Олимпийских игр, чтобы развести по времени три самых престижных турнира — Олимпиаду и Кубки мира по регби-15 и регби-7.
Последний розыгрыш Кубка мира состоялся осенью 2022 года в Новой Зеландии, которая стала его победителем как страна-хозяйка турнира. Именно «Блэк Фёрнс» принадлежит рекорд по количеству побед в турнире — 6 раз; ещё дважды победительницами становились регбистки из Англии, и один раз американки.

## Победители и призёры
| 1991 Детали | Уэльс          | США            | 19:6  | Англия | Франция   | Совместная | Новая Зеландия |
| 1994 Детали | Шотландия      | Англия         | 38:23 | США    | Франция   | 27:0       | Уэльс          |
| 1998 Детали | Нидерланды     | Новая Зеландия | 44:12 | США    | Англия    | 31:15      | Канада         |
| 2002 Детали | Испания        | Новая Зеландия | 19:9  | Англия | Франция   | 41:7       | Канада         |
| 2006 Детали | Канада         | Новая Зеландия | 25:17 | Англия | Франция   | 17:8       | Канада         |
| 2010 Детали | Англия         | Новая Зеландия | 13:10 | Англия | Австралия | 22:8       | Франция        |
| 2014 Детали | Франция        | Англия         | 21:9  | Канада | Франция   | 25:18      | Ирландия       |
| 2017 Детали | Ирландия       | Новая Зеландия | 41:32 | Англия | Франция   | 31:23      | США            |
| 2021 Детали | Новая Зеландия | Новая Зеландия | 34:31 | Англия | Франция   | 36:0       | Канада         |
| 2025 Детали | Англия         |                |       |        |           |            |                |

### Участники
| Сборная        | Чемпион                                | 2-е место | 3-е место | 4-е место | Топ 4 |
| Новая Зеландия | 6 (1998, 2002, 2006, 2010, 2017, 2021) | -         | -         | 1 (1991)  | 7     |